# 封加梁
封加梁（ふう かりょう、1966年 - ）は、江蘇省無錫市出身の中国現代の画家、美術教育家、中国新象徴芸術派の代表人物、中国江蘇省油絵協会副秘書長、南京師範大学美術学院教授。

## 経歴
- 1966年　江蘇省無錫市出身
- 1991年　南京師範大学油絵専攻の修士学位を獲得、教授として大学に勤めた
- 1998年　パリ美術学院へ技法と材料の研究を学習
- 1999年-2002年　アメリカへ留学
- 2002年　ロシアへ学会訪問
- 2009年　美術博士学位を獲得
- 2009年　南京師範大学の教授に就き、江蘇省油絵協会副秘書長として勤めた

## 活動

### 主な展覧会
- 1989年 《少女》第七回中国全国美術作品展
- 1990年 《静物》南京油絵南京油画招待展
- 1991年 《肖像・女大学生》江蘇油絵展、銀賞。無錫美術館寄贈
- 1992年 《少女》92年中国油絵展
- 1996年 《緑背景》江蘇省油絵肖像展
- 1998年 《山壁》江蘇省美術祭
- 1999年 《碑》江蘇省油絵大展
- 1999年 《自画像》百年百人百家姓
- 1999年 《佛シリーズ》アメリカ　個展
- 2000年 《肖像シリーズ》アメリカ　個展
- 2003年 《佛シリーズ》南京美術館　個展
- 2011年 《暮》《夜色》オーバーラップの世界-2011南京古岸芸術センター　当代アート展
- 2011年 《人体シリーズ》江蘇西津会現代芸術スペース　問道・当代アート展
- 2011年 《肖像》広東嶺南美術館　本体追問・江蘇中青年油絵家研究展
- 2011年 《暮》広東美術館　全国教師美術作品展
- 2011年 《夜色》《抑》無錫蘇嘉美術館　無錫百年油絵展
- 2012年 《沉》江蘇省美術館　江蘇省第八回油絵展　優秀作品賞
- 2012年 《封加梁個人油絵展》 北京798現実空間　個展
- 2012年 《"框"里・"框"外——寛度5 》当代アート展
- 2012年 《"框"里・"框"外——寛度5 》北京現代芸術館
- 2012年 　“情画江蘇”　南京芸術学院　百人画家万里写生展
- 2012年 《閎約深美——南京芸術学院百年創立記念　美術作品展覧》南京芸術学院
- 2012年 《芸術裏切り者》 南京尚東当代美術館
- 2012年 【苦難と延伸-南京から出発】南京三川当代美術館
- 2013年 《アジア当代芸術展》香港
- 2013年 　南京芸術学院美術館“時代風華” 江蘇省大学美術作品展
- 2013年   応無所住——江蘇当代芸術研究展 浙江美術館
- 2013年   方山芸術キャンプ芸術家作品展 南京・方山

## 主な作品

### 人体・シリーズ
《嬈シリーズ 1-15》
《熾シリーズ 1-6》
《雲》
《滞》
《酔》
《異》
《夜》

### 佛・シリーズ
《佛シリーズ1-23》
《歓喜シリーズ1-7》
《佛塔 1-2》
《石像》

### 江南・シリーズ
《江南シリーズ》

## 出版物
- 1996年  特画江湖一段情：法常の画 《国画家》p63
- 2004年  学校美術教育体系の再構築《美術と設計》
- 2005年  フォーエバーの空間ドリーム - モディリアーニと彼の女像柱 《芸術探索》
- 2005年  ジョルジョーネ　女性映像のクリエイティブと歴史解釈 《芸術百家》
- 2006年  高等師範大学美術専門教材 《油絵》
- 2010年 徐悲鴻リアリズム形成の原因《新美術》
- 2011年  当代中国絵画と装飾の新秩序《中国装飾雑誌》第12期
- 2011年  エスニックファントムの視覚秩序 - 20世紀スペインの超現実主義絵画の視覚的ロジック《美術と設計》2011年第6期
- 2011年  《徐悲鴻美術教育思想研究》江蘇省社会科学ファンドプロジェクト作品